# Emiliano Alcides Osorio
Emiliano Alcides Osorio Macea, alias Cain, (Tierralta, Córdoba, 1982-Tarazá, Antioquia, 16 de noviembre de 2020) fue un paramilitar y narcotraficante colombiano, máximo líder de Los Caparrapos, conocido por ser uno de los narcotraficantes más peligrosos y buscados de Colombia, además de ser el único narcotraficante del norte de Colombia que le declaró la guerra a Dairo Antonio Úsuga David, líder del Clan del Golfo.

## Biografía
Nació en el municipio de Tierralta, Córdoba, en el año 1982. Según la policía colombiana, Cain, en el año 2005 conformó parte de la escuadra del extinto Bloque Mineros de las Autodefensas Unidas de Colombia que operaba en el departamento de Antioquia. 
En el año 2006, se sumó al proceso de desmovilización como integrante activo del Bloque Mineros. Después se integró a la sociedad entrando a un curso de capacitación del Servicio Nacional de Aprendizaje (SENA) en manejo de criadero de Cachama en Antioquia.
Sin embargo, luego se unió a la estructura criminal del Clan del Golfo durante varios años. Combatió a grupos como el Ejército de Liberación Nacional (ELN) y a las Fuerzas Armadas Revolucionarias de Colombia - Ejército del Pueblo (FARC-EP) en la región del Bajo Cauca en Antioquia. Pero por una fractura e inconformidad del Frente Virgilio Peralta Arenas del Clan del Golfo con líderes de la estructura, el Frente Virgilio Peralta Arenas se independizó y se autodenominó como “Los Caparrapos”, declarándole la guerra al Clan del Golfo en el Bajo Cauca. Posteriormente, posterior a la muerte de Alias "Pachito", Emiliano Alcides se convirtió en el nuevo líder máximo de Los Caparrapos, desatando una guerra por el control del territorio en la región.
Fue abatido en noviembre de 2020, en Tarazá (Antioquia).

## Crímenes
Tenía 3 órdenes de captura por los delitos de homicidio, tenencia de armas de fuego, narcotráfico, desplazamiento forzado y extracción ilícita de minerales.
Habría participado en el asesinato de 4 defensores de derechos humanos:
- Jader Leonel Polo Baltazar y Jader Manuel Pertuz Polo, beneficiarios del Programa de Sustitución Integral de Cultivos Ilícitos, asesinados en al corregimiento de Versalles en San José de Uré (Córdoba), en mayo de 2019.
- Querubín de Jesús Zapata Avilés, presidente de la Plataforma Municipal de la Juventud de Caucasia. Crimen ocurrido en el barrio Las Brisas de Caucasia, Bajo Cauca antioqueño, en febrero de 2019.
- Eladio de Jesús Posso Espinosa, tesorero de la Junta de Acción Comunal de la vereda El Triunfo, en el corregimiento La Caucana de Tarazá (Antioquia). Homicidio conocido en octubre de 2018.[7]